# جمرك جنوبي
جمرك جنوبي (بالفارسية: جمرک جنوبی) هي قرية تقع في Howmeh Rural District في إيران.